# Hartmut Siemes
Hartmut Siemes (* 2. November 1937 in Remscheid) ist ein deutscher Neuropädiater und Epileptologe.

## Leben
Siemes schloss seine schulische Ausbildung zunächst mit der Mittleren Reife ab und arbeitete nach einer Lehre als Chemielaborant in einem chemischen Werk. Parallel dazu holte er in einer Abendschule das Abitur nach und studierte dann ab 1961 Humanmedizin in Göttingen und Berlin. Dort begann er 1969 als wissenschaftlicher Angestellter an der Universitätskinderklinik der FU Berlin im Kaiserin Augusta Viktoria Haus (KAVH) mit seiner Weiterbildung zum Kinderarzt. Er wurde 1970 mit einer Arbeit über Urin-Reihenuntersuchungen auf angeborene Stoffwechselkrankheiten mit Hyperaminoazidurie promoviert, die wesentlich für den Aufbau einer eigenen Abteilung für Stoffwechselerkrankungen am KAVH war. Nach Abschluss seiner Weiterbildung zum Pädiater wandte er sich der Neuropädiatrie zu und arbeitete bis 1981 als Oberarzt in der Abteilung für Pädiatrische Neurologie (bei Folker Hanefeld). Nachdem Siemes 1974 eine Assistenzprofessur für Pädiatrie an der FU Berlin erhalten hatte, habilitierte er sich 1976 über das Liquoreiweißbild von Kindern mit entzündlichen Erkrankungen des Zentralnervensystems. Dadurch wurde er lange Zeit eine Referenzadresse für Liquoruntersuchungen bei diesen Erkrankungen
Von 1981 bis 1984 war Siemes Oberarzt an der Universitätskinderklinik der Ruhr-Universität Bochum mit Leitung des Funktionsbereiches Neuropädiatrie, bevor er von 1985 bis 1986 mit der kommissarischen Leitung der nach dem Wechsel von Hanefeld nach Göttingen bis zur Berufung von Dieter Scheffner verwaisten Abteilung Pädiatrie IV mit Schwerpunkt Neurologie an der Universitätskinderklinik der FU Berlin betraut wurde.
Von 1986 bis 2001 war Siemes Chefarzt der Kinderklinik der Schwesternschaft des Deutschen Roten Kreuzes (DRK) in Berlin, dem früheren Rittberg-Krankenhaus, das später nach Charlottenburg ins Westend umzog. Auch danach war er weiter in der Kinderepileptologie aktiv, so von 1999 bis 2005 als Beratender Arzt in der Fachklinik Hohenstücken, einer Rehabilitationsklinik für Kinder und Jugendliche in Brandenburg an der Havel, und bis heute in einer Berliner Praxis für Pädiatrie und Kinder- und Jugendpsychiatrie.

## Werk
Siemes ist (Ko-)Autor zahlreicher Artikel in nationalen und internationalen Fachzeitschriften wie Developmental Medicine and Child Neurology, Epilepsia, Lancet, Lancet Neurology oder Neuropediatrics. Daneben ist er (Ko-)Autor bzw. (Mit-)Herausgeber der folgenden Bücher:
- H. Siemes (Hrsg.): Valproat in der Epilepsietherapie. Eine internationale Standortbestimmung. W. Zuckschwerdt, München / Bern / Wien / Berlin 1992.
- H. Siemes: Die neuen Antiepileptika: Anwendung bei Erwachsenen und Kindern. Blackwell Wissenschafts-Verlag, Berlin / Oxford / Edinburgh u. a. 1995. (letzte Auflage: H. Siemes: Die neuen Antiepileptika: Anwendung bei Erwachsenen und Kinder. 2., überarbeitete und erweiterte Auflage. Blackwell Wissenschafts-Verlag, Berlin/Wien 1997)
- H. Siemes: Epileptische Gelegenheitskrämpfe im Kindes- und Jugendalter. Ursachen, Wiederholungsrisiko, Prognose, Therapie. Springer, Berlin / Heidelberg / New York u. a. 1995.
- S. Ried, H. Siemes: Tagebuch E (Epilepsie). Blackwell Wissenschafts-Verlag, Berlin/Wien 1996. (letzte Auflage: S. Ried, H. Siemes: Tagebuch E (Epilepsie). 2. Auflage. Blackwell Wissenschafts-Verlag, Berlin/Wien 1997)
- H. Siemes, S. Ried, F. Bedürftig: Jugend-Tagebuch Epilepsie. Blackwell Wissenschafts-Verlag, Berlin/Wien 1997.
- H. Siemes, B. F. D. Bourgeois: Anfälle und Epilepsien bei Kindern und Jugendlichen. G. Thieme, Stuttgart / New York 2001. (aktuelle Auflage: A. Panzer, T. Polster, H. Siemes: Epilepsien bei Kindern und Jugendlichen. Diagnose und Therapie. 3., vollständig überarbeitete Auflage. H. Huber, Hogrefe AG, Bern 2015)

## Auszeichnungen
2013 wurde Siemes mit der Ehrenmitgliedschaft der Deutschen Gesellschaft für Epileptologie (DGfE) ausgezeichnet.